# Beach Rats
Beach Rats là một phim điện ảnh chính kịch tuổi mới lớn năm 2017 của Mỹ do Eliza Hittman đạo diễn. Phim có sự tham gia diễn xuất của Harris Dickinson, Madeline Weinstein và Kate Hodge. Phim được công chiếu trong hạng mục Cạnh tranh phim chính kịch Mỹ thuộc Liên hoan phim Sundance 2017, trước khi được công chiếu rộng rãi vào ngày 25 tháng 8 năm 2017 bởi hãng Neon.

## Nội dung
Cậu thiếu niên Frankie luôn luôn bị áp lực do bị mẹ bắt ép phải hẹn hò với con gái. Trong khi đang hẹn hò với một cô nàng, cậu vẫn tìm đến những người đàn ông lớn tuổi và bắt đầu mối quan hệ tình cảm với họ.

## Diễn viên
- Harris Dickinson vai Frankie
- Kate Hodge vai Donna
- Erik Potempa vai Michael
- Madeline Weinstein vai Simone
- Anton Selyaninov vai Jesse
- Frank Hakaj vai Nick
- Nicole Flyus vai Carla
- David Ivanov vai Alexei
- Harrison Sheehan vai Jeremy
- Neal Huff vai Joe
- Douglas Everett Davis vai Harry

## Sản xuất
Tháng 4 năm 2016, Eliza Hittman được công bố sẽ chính thức ngồi ghế đạo diễn của Beach Rats, thực hiện dựa trên phần kịch bản cô đã viết. Hai hãng Cinereach và Animal Kingdom chịu trách nhiệm sản xuất cho bộ phim cùng với Secret Engine.

## Phát hành
Beach Rats được công chiếu ra mắt lần đầu tiên trong khuôn khổ Liên hoan phim Sundance 2017 vào ngày 23 tháng 1 năm 2017. Một thời gian ngắn sau đó, hãng Neon mua lại được bản quyền của bộ phim. Phim được chính thức khởi chiếu tại các rạp chiếu của Mỹ từ ngày 25 tháng 8 năm 2017.

## Tiếp nhận

### Đánh giá chuyên môn

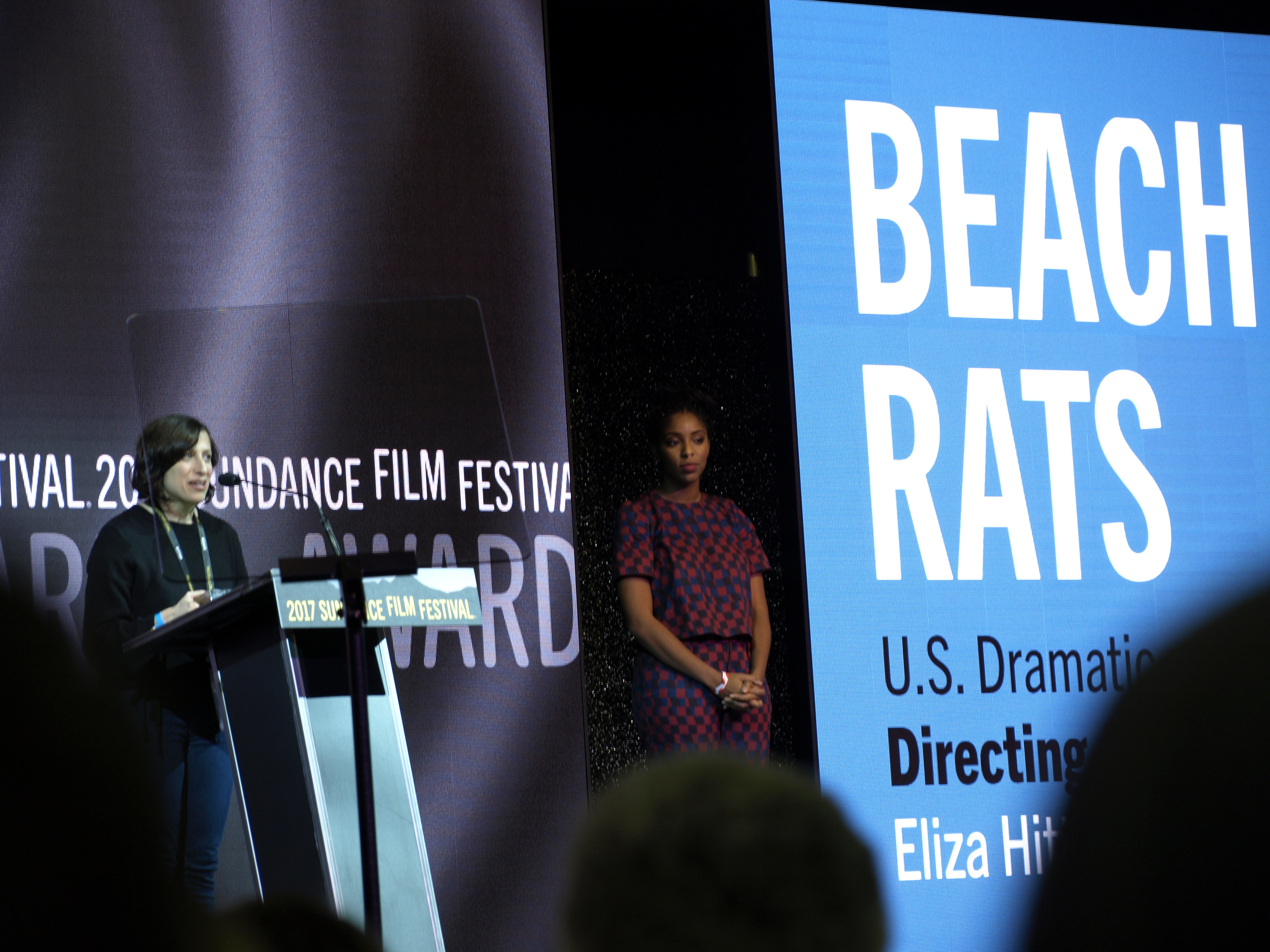
Hittman nhận Giải Đạo diễn: Chính kịch Mỹ tại Liên hoan phim Sundance 2017

Beach Rats nhận được nhiều ý kiến đánh giá tích cực từ giới phê bình. Trên hệ thống tổng hợp kết quả đánh giá Rotten Tomatoes, phim nhận được 85% lượng đồng thuận dựa theo 84 bài đánh giá, với điểm trung bình là 7,2/10. Các chuyên gia của trang web nhất trí rằng, "Với diễn xuất mạnh mẽ và đồng cảm, Beach Rats cho ta một cái nhìn huyền ảo vào những rắc rối của một cậu thiếu niên trẻ tuổi." Trên trang Metacritic, phần phim đạt số điểm 78 trên 100, dựa trên 28 nhận xét, chủ yếu là những lời khen ngợi.
Jay Kuehner, viết từ Liên hoan phim Sundance 2017 cho tạp chí điện ảnh Canada cinema scope, khen ngợi việc nhà quay phim Hélène Louvart sử dụng cỡ phim 16 mm, gợi lên sự so sánh với tính thẩm mỹ hình ảnh của Moonlight và Beau Travail, cũng như các bộ phim của Robert Bresson và Philippe Grandrieux.

### Giải thưởng
| Giải thưởng                                   | Ngày trao giải       | Hạng mục                              | Đề cử            | Kết quả   | Nguồn         |
| --------------------------------------------- | -------------------- | ------------------------------------- | ---------------- | --------- | ------------- |
| Chéries-Chéris                                | 21 tháng 11 năm 2017 | Giải thưởng lớn                       | Beach Rats       | Đề cử     | [ 11 ]        |
| Liên hoan phim Deauville                      | 10 tháng 9 năm 2017  | Giải thưởng đặc biệt lớn              | Beach Rats       | Đề cử     | [ 12 ]        |
| Giải phim độc lập Gotham                      | 27 tháng 11 năm 2017 | Nam diễn viên đột phá                 | Harris Dickinson | Đề cử     | [ 13 ]        |
| Giải Tinh thần độc lập                        | 3 tháng 3 năm 2018   | Nam diễn viên chính xuất sắc nhất     | Harris Dickinson | Đề cử     | [ 14 ]        |
| Giải Tinh thần độc lập                        | 3 tháng 3 năm 2018   | Quay phim xuất sắc nhất               | Hélène Louvart   | Đề cử     | [ 14 ]        |
| Liên hoan phim Hamburg                        | 14 tháng 10 năm 2017 | Giải tài năng trẻ NDR                 | Eliza Hittman    | Đề cử     | [ 15 ]        |
| Liên hoan phim độc lập Boston                 | 29 tháng 4 năm 2017  | Giải thưởng của ban giám khảo         | Beach Rats       | Đoạt giải | [ 16 ] [ 17 ] |
| L.A. Outfest                                  | 16 tháng 7 năm 2017  | Kịch bản phim điện ảnh Mỹ xuất sắc    | Beach Rats       | Đoạt giải | [ 18 ]        |
| Liên hoan phim quốc tế Locarno                | 12 tháng 8 năm 2017  | Báo vàng                              | Beach Rats       | Đề cử     | [ 19 ]        |
| Giải thưởng của Hiệp hội Phê bình Phim London | 28 tháng 1 năm 2018  | Trình diễn Vương quốc Anh/Ireland trẻ | Harris Dickinson | Đoạt giải | [ 20 ]        |
| Liên hoan phim Monclair                       | 6 tháng 5 năm 2017   | Giải tương lai/hiện tại               | Beach Rats       | Đoạt giải | [ 21 ]        |
| Liên hoan phim Sarasota                       | 9 tháng 4 năm 2017   | Giải của ban giám khảo                | Beach Rats       | Đề cử     | [ 22 ]        |
| Liên hoan phim quốc tế Seattle                | 11 tháng 6 năm 2017  | Giải của ban giám khảo                | Beach Rats       | Đề cử     | [ 23 ]        |
| Liên hoan phim quốc tế Stockholm              | 20 tháng 11 năm 2017 | Ngựa đồng                             | Beach Rats       | Đề cử     | [ 24 ]        |
| Liên hoan phim Sundance                       | 28 tháng 1 năm 2017  | Giải đạo diễn                         | Eliza Hittman    | Đoạt giải | [ 25 ] [ 26 ] |
| Liên hoan phim Sundance                       | 28 tháng 1 năm 2017  | Giải của ban giám khảo                | Beach Rats       | Đề cử     | [ 25 ] [ 26 ] |